# کروگلیو
شهر کروگلیو  در بخش لوگنو در  ایالت تیسینودر کشور سوئیس  واقع شده‌است که ۸۰۰ نفر جمعیت دارد.